# Ambah
Ambah ist eine Stadt im indischen Bundesstaat Madhya Pradesh. Die Stadt liegt im Nordteil des Bundesstaates.
Die Stadt ist Teil des Distrikts Morena. Ambah hat den Status eines Municipal Councils. Die Stadt ist in 18 Wards gegliedert. Sie hatte am Stichtag der Volkszählung 2011 47.177 Einwohner, von denen 25.093 Männer und 22.084 Frauen waren. Hindus bilden mit einem Anteil von über 90 % die Mehrheit der Bevölkerung in der Stadt. Die Alphabetisierungsrate lag 2011 bei 78,97 % und damit leicht über dem nationalen Durchschnitt.